# Mohamed Mrabet (canoista)
Mohamed Ali Mrabet (in arabo محمد مرابط‎?; Doha, 1º gennaio 1990) è un canoista tunisino.

## Biografia
Ai Giochi panafricani di Maputo 2001 ha partecipato sia nelle discipline della velocità, dove ha vinto la medaglia d'oro nel K1 1000 metri e quella d'argento nel K1 200 metri, sia nello slalom, dove ha vinto il bronzo nel K1.
Ha rappresentato la Tunisia ai Giochi olimpici estivi di Londra 2012, gareggiando nelle specialità del K1 200 metri, dove è stato eliminato in batteria, e del K1 1000 metri, in cui ha raggiunto il quinto posto nella finale B.
Ai Giochi del Mediterraneo si Mersin 2013 è arrivato quarto nella competizione del K1 1000 metri e quinto nel K1 200 metri.
Si è qualificato per i Giochi olimpici di Rio de Janeiro 2016 ed ha partecipato al concorso dei K1 1000 metri, dove è arrivato ottavo nella finale B.
Ai Giochi panafricani di Rabat 2019 ha vinto la medaglia d'oro nel K1 1000 metri e l'argento nel K1 200 metri. Inoltre, in coppia col connazionale Outail Khatali, ha vinto l'argento nel K2 1000 metri e il bronzo nel K2 200 metri. I risultati gli hanno permesso di qualificarsi per la terza volta alle Olimpiadi.

## Palmarès
- Giochi panafricani

Maputo 2011: oro nel K1 1000 m; argento nel K1 200 m; bronzo nel K1 slalom;
Rabat 2019: oro nel K1 1000 m; argento nel K1 200 m; argento nel K2 1000 m; bronzo K2 200 m;